# Spiritchaser
Spiritchaser è il settimo album in studio del gruppo musicale australiano Dead Can Dance pubblicato nel 1996 dalla 4AD.

## Tracce
1. Nierika – 5:44
2. Song of the Stars – 10:13
3. Indus – 9:23
4. Song of the Dispossessed – 4:55
5. Dedicacé Outò – 1:14
6. The Snake and the Moon – 6:11
7. Song of the Nile – 8:00
8. Devorzhum – 6:13